# Daniel Di Tomasso
Daniel Di Tomasso (* 30. Januar 1983 in Montreal) ist ein kanadischer Schauspieler und Model.

## Leben
Di Tomasso wurde im Januar 1983 in Montreal geboren und wuchs dort auf. Er spricht englisch, französisch und italienisch. Bevor er mit der Schauspielerei anfing, hatte er eine erfolgreiche Karriere als Model. Er war unter anderem in Kampagnen von Giorgio Armani und L’Oréal zu sehen.
Seine erste Schauspielrolle hatte er 2012 in der Pilotfolge von Beauty and the Beast. Als Santo war er 2013 in einer Gastrolle bei CSI: Vegas zu sehen. Bekannt wurde er durch die Rolle des Killian Gardiner in der Lifetime-Mysteryserie Witches of East End, in der er von Oktober 2013 bis Oktober 2014 zu sehen war.

## Filmografie (Auswahl)
- 2012: Beauty and the Beast (Fernsehserie, Episode 1x01)
- 2013: CSI: Vegas (CSI: Crime Scene Investigation, Fernsehserie, Episode 13x20)
- 2013–2014: Witches of East End (Fernsehserie, 23 Episoden)
- 2016: Grimm (Fernsehserie, Episode 5x16)
- 2016–2017: Timeless (Fernsehserie, 4 Episoden)
- 2016–2018: Major Crimes (Fernsehserie, 20 Episoden)
- 2017–2018: Chicago Fire (Fernsehserie, 5 Episoden)
- 2019–2020: Der Denver-Clan (Dynasty, Fernsehserie, 5 Episoden)
- 2020: French Exit
- 2021: Y: The Last Man (Fernsehserie)